# Geotextil

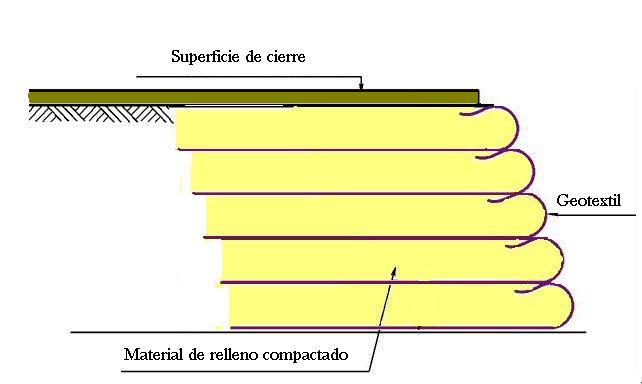
Geotextil vid nivåskillnad

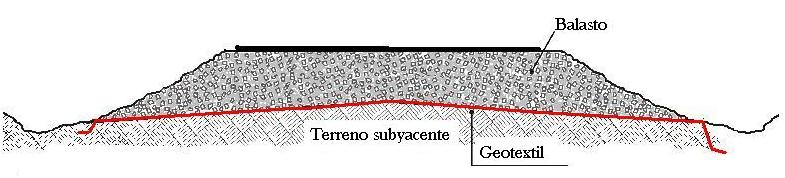
Geotextil vid vägbygge.

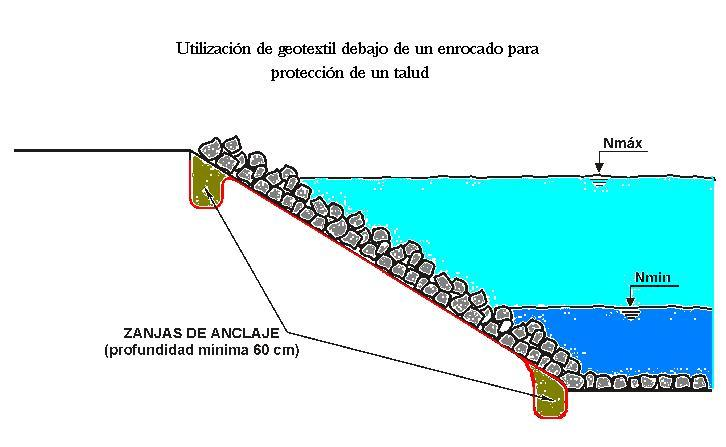
Geotextil vid stranden förhindrar erosion

Geotextil är en vävd duk eller matta av polyester med eller utan glasfiberförstärkning beroende av användningsområde. Geotextil används vid vägbyggen och anläggningsarbeten för att skilja olika ballastmaterial ifrån varandra, t.ex. vid utförande av grundläggning eller vid infiltrationsanläggningar i mark. Geotextil är en typ av teknisk textil.